# Aepyornis
Aepyornis är ett släkte inom familjen elefantfåglar i den utdöda ordningen Aepyornithiformes. Släktet omfattar traditionellt fyra arter, men har reducerats till de två arterna jätteelefantfågel (A. maximus) och större elefantfågel (A. hildebrandti). Liksom hela ordningen förekom de enbart på Madagaskar och dog ut under holocen.